# Koprivolike
Koprivolike (Urticales), nekadašnji red dvosupnica (Magnoliopsida).
Tahtadžjan je u njega svrstao pet porodica i klasificirao nadredu Urticanae, dok ga je Cronquist svrstao podrazredu Hamamelidae i Thorne u nadred Malvanae.

## Sistematika

### Tahtadžjanov sustav
- Magnoliopsida
  - Dilleniidae
    - Nadred Urticanae
      - Red Urticales
        - Porodica Ulmaceae
        - Porodica Moraceae
        - Porodica Cannabaceae
        - Porodica Cecropiaceae
        - Porodica Urticaceae

### Cronquistov sustav
- Plantae
  - Magnoliophyta
    - Magnoliopsida
      - Hamamelidae
        - I11 Red Urticales Lindl., 1833
          - Porodica Barbeyaceae Rendle, 1916
            - Rod Barbeya Schweinf.

          - Porodica Ulmaceae Mirbel, 1815
            - Rod Celtis L.
            - Rod Aphananthe Planch.
            - Rod Zelkova Spach
            - Rod Hemiptelea Planch.
            - Rod Ulmus L.
            - Rod Trema Lour.

          - Porodica Cannabaceae Endl., 1837
            - Rod Cannabis L.
            - Rod Humulus L.

          - Porodica Moraceae Link, 1831
            - Rod Fatoua Gaudich.
            - Rod Maclura Nutt.
            - Rod Artocarpus J.R.Forst. & G.Forst.
            - Rod Dorstenia L.
            - Rod Ficus L.
            - Rod Morus L.

          - Porodica Cecropiaceae Berg, 1978
            - Rod Cecropia Loefl.
            - Rod Coussapoa Aubl.
            - Rod Pourouma Aubl.
            - Rod Musanga C.Sm. ex R.Br.
            - Rod Conocephalus Blume
            - Rod Myrianthus P.Beauv.

          - Porodica Urticaceae Juss., 1789
            - Rod Elatostema J.R.Forst. & G.Forst.
            - Rod Pilea Lindl.
            - Rod Boehmeria Jacq.
            - Rod Urera Gaudich.
            - Rod Laportea Gaudich.
            - Rod Parietaria L.
            - Rod Phenax Wedd.
            - Rod Urtica L.
            - Rod Helxine Bubani

          - Porodica Physenaceae Takht.
            - Rod Physena Noronha ex Thouars

### Thorneov sustav
- Nadred Malvanae
  - . red Urticales
    - porodica Ulmaceae (15/200)
      - potporodica Celtidoideae
      - potporodica Ulmoideae

    - porodica Moraceae (53/1400)
    - porodica Cecropiaceae (6/275)
    - porodica Urticaceae (39/800)
    - porodica Cannabaceae (3/3)